# Rechsteineria umbellata
Rechsteineria umbellata là một loài thực vật có hoa trong họ Tai voi. Loài này được (Decne.) Hjelmq. miêu tả khoa học đầu tiên năm 1937.